# Mig äger ingen
Mig äger ingen är en självbiografisk roman från 2007 av Åsa Linderborg. Romanen är en barndomsskildring, som främst kretsar kring Linderborgs relation till sin ensamstående far. Han arbetade som härdare vid Metallverken i Västerås. Tillvaron var starkt präglad av arbetarklassens kännetecken samt faderns alkoholmissbruk. Romanen har beskrivits som en modern typ av arbetarlitteratur.
Romanen filmatiserades år 2013 som Mig äger ingen med Mikael Persbrandt i rollen som fadern, i regi av Kjell-Åke Andersson.